# Pariatge
|  | Per a altres significats, vegeu «Baronia del Pariatge». |

Un pariatge (escrit també pareatge) és un condomini d'un territori entre dos senyors. També s'anomena així el document que recull i tipifica aquest condomini.
Aquesta figura, típicament medieval, solia fer-se quan un dels dos consenyors era eclesiàstic. Es va aplicar a Mallorca, principalment durant el regnat del Rei Sanç, i també a Andorra; precisament els pariatges medievals entre el bisbe d'Urgell Pere d'Urtx i el comte de Foix Roger Bernat III (1278 i 1288) van permetre l'articulació posterior d'Andorra com a territori sobirà.

## Pariatge d'Andorra
Hi va haver dos pareatges al Principat d'Andorra, el primer de l'any 1278 i un segon de l'any 1288.

### Prèvia
Un precepte carolingi datat de l'any 843 i signat pel rei Carles el Calb menciona l'atribució de les valls d'Andorra, així com d'altres territoris, al seu fidel Sunifred, comte d'Urgell. Al 988, Borrell II, comte de Barcelona i d'Urgell, cedeix els alous d'Andorra a l'Església d'Urgell a canvi de possessions dins el Comtat de la Cerdanya. El bisbe d'Urgell esdevé així sobirà temporal de les valls.
Al segle xiii es va iniciar un període de lluites i hostilitats entre els bisbes d'Urgell i els comtes de Foix per aconseguir la sobirania d'Andorra, que va finalitzar amb la signatura de dos sentències arbitrals anomenades pareatges (1278 i 1288) entre el bisbe d'Urgell, Pere d'Urtx, i el comte de Foix, Roger Bernat III. La signatura del primer pareatge (1278) establia les bases de la sobirania compartida: neix el Principat d'Andorra. El segon pareatge (1288) recollia el primer i regulava altres obligacions, com l'administració de justícia i el servei militar. El pacte es va mantenir en el temps amb transformacions importants, fins al punt que la Constitució d'Andorra recull el sistema del coprincipat, amb el bisbe d'Urgell i el president de la República Francesa com a coprínceps d'Andorra, en igualtat i a títol personal.

### Pariatge de 1278
Al segle xiii, en un sistema de senyories que prové de l'inici de l'edat mitjana, Andorra es troba en mig del conflicte entre el comte de Foix i el bisbe d'Urgell pel domini de les Valls d'Andorra i l'actual comarca de l'Alt Urgell. L'acord que va signar tots dos, per iniciativa del rei Pere el Gran que no volia més rebel·lions en el regne, estableix que compartiran les valls d'Andorra i que els seus habitants pagaran els tributs als dos senyors, de manera alternativa, cada any. Aquesta decisió va acompanyada d'altres condicions, ja que l'exercici de la justícia roman en mans dels dos senyors, que nomenen càrrecs que els representen a les valls i també els notaris. Alhora que es creen obligacions per servir als senyors en cas de guerra, el pareatge de 1278 estableix una “pau duradora i eterna”, ja que tots dos renuncien a fer la guerra en territori andorrà.

### Pariatge de 1288
Poc després de la signatura del Primer pareatge, valent-se d'algun aspectes omesos o mal definits en el text de 1278, Roger Bernat III fa construir el castell d'Enclar des d'on poder controlar les activitats del bisbe d'Urgell. Per evitar nous conflictes, el dia 6 de desembre de 1288, Pere d'Urg i Roger Bernat III signen el segon pareatge. El nou acord s'ocupa dels delmes d'Andorra, ordena la demolició del castell que el comte de Foix va començar a construir a Sant Vicenç d'Enclar i prohibeix que en el futur se n'hi pugui aixecar cap altre sense el consentiment i la llicència del bisbe d'Urgell i viceversa, i reglamenta la institució del notari o notaris de les valls (disposa que siguin designats en comú pels dos senyors). Amb la signatura dels pareatges de 1278 i 1288 es comença a organitzar i formar el sistema polític andorrà: el coprincipat.

## Pariatge a Mallorca
El pariatge també fou una figura usada al regne de Mallorca per l'administració del territori, principalment durant el regnat del rei Sanç. Amb els Jurats de Mallorca fou acordat el 1316 un pariatge sobre la construcció, manteniment i organització d'una armada permanent per defensar el Regne. Amb l'Església de Mallorca i la Seu de Barcelona el rei estipulà sengles pariatges que establien la distribució de funcions en l'administració de justícia i en qüestions de caràcter econòmic; es tractà d'un pacte de la nova política dels reis de Mallorca per atreure i integrar els dominis senyorials que no havien pertocat al rei. El pariatge de 1323 fou el que tengué més transcendència, atès que originà la baronia del Pariatge, que comprenia, si fa no fa, els actuals nuclis d'Andratx, Calvià, Estellencs, Puigpunyent, un bocí del terme de Marratxí, un grapat d'alqueries del pla de Sant Jordi i bona part del terme de la parròquia de Santa Creu. En virtut d'aquest conveni, i fins a 1811 quan l'aboliren les Corts de Cadis, el rei i el senyor de la terra, el bisbe de Barcelona, es repartien les funcions d'administració de tots els aspectes del territori.